# 黒法師岳
黒法師岳（くろぼうしがたけ、くろほうしだけ）は、静岡県浜松市天竜区と川根本町の境界に位置する山。南アルプスの山のうち、いわゆる深南部とされる地域にある山の一つ。標高2,068m。一等三角点百名山に選定されている。
この山には、変種の一等三角点が設置されていることで知られる。通常、三角点の柱石上面には+印が刻印されているが、この山頂にある三角点には×印が刻印されており、他にこのような三角点は存在しない。×印の理由は不明である。
また、国土地理院の地形図に名前が記載されている2,000ｍ以上の山としては、日本国内で最南端に位置する山でもある。よって、日本国内では黒法師岳より南に、黒法師岳より高い地点はない。

## 登山
山頂は針葉樹の森に覆われ展望はないが、北側直下のザレ場は南方以外の見晴らしが良い。登山道は、川根本町側の寸又峡温泉から前黒法師岳を経て山頂に至るルートと、浜松市（旧水窪町）側の戸中山林道から等高尾根を登るルート及び、シブロク歩道を登りバラ谷の頭を経由するルートがある。山中に山小屋はないが、麓の寸又峡温泉などに宿泊することはできる。
なお、過去の分県別登山ガイドには戸中山林道からのコースを「初心者向き」としているが、6km以上程度の林道歩き（コースタイムで約2時間）を強いられる上、急登・ザレ場・笹薮等があり、中級者以上の山といえる。

## ギャラリー

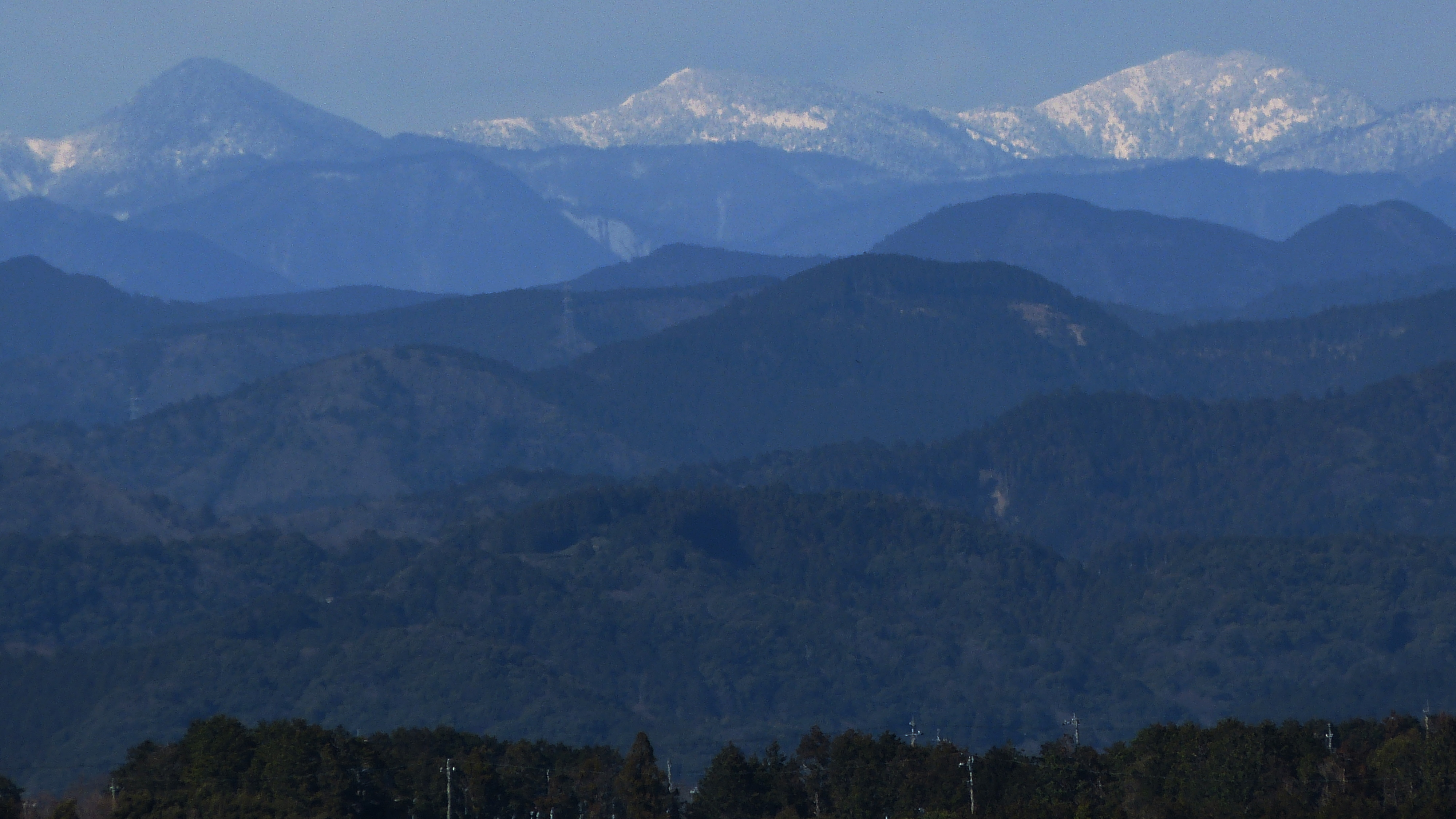
南南東から望む赤石山脈の山々。左奧から黒法師岳、丸盆岳、不動岳。
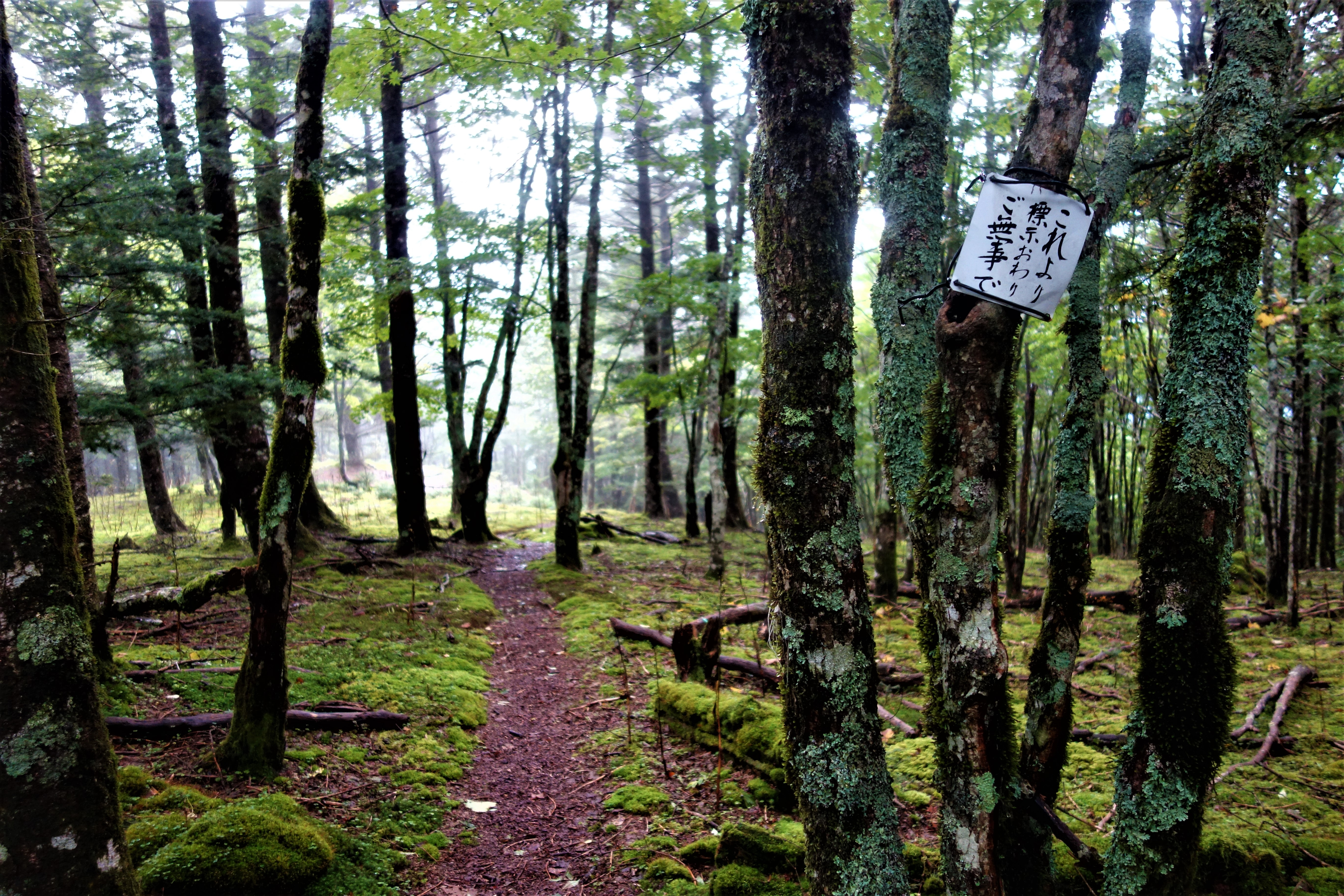
麻布山の先にある標識
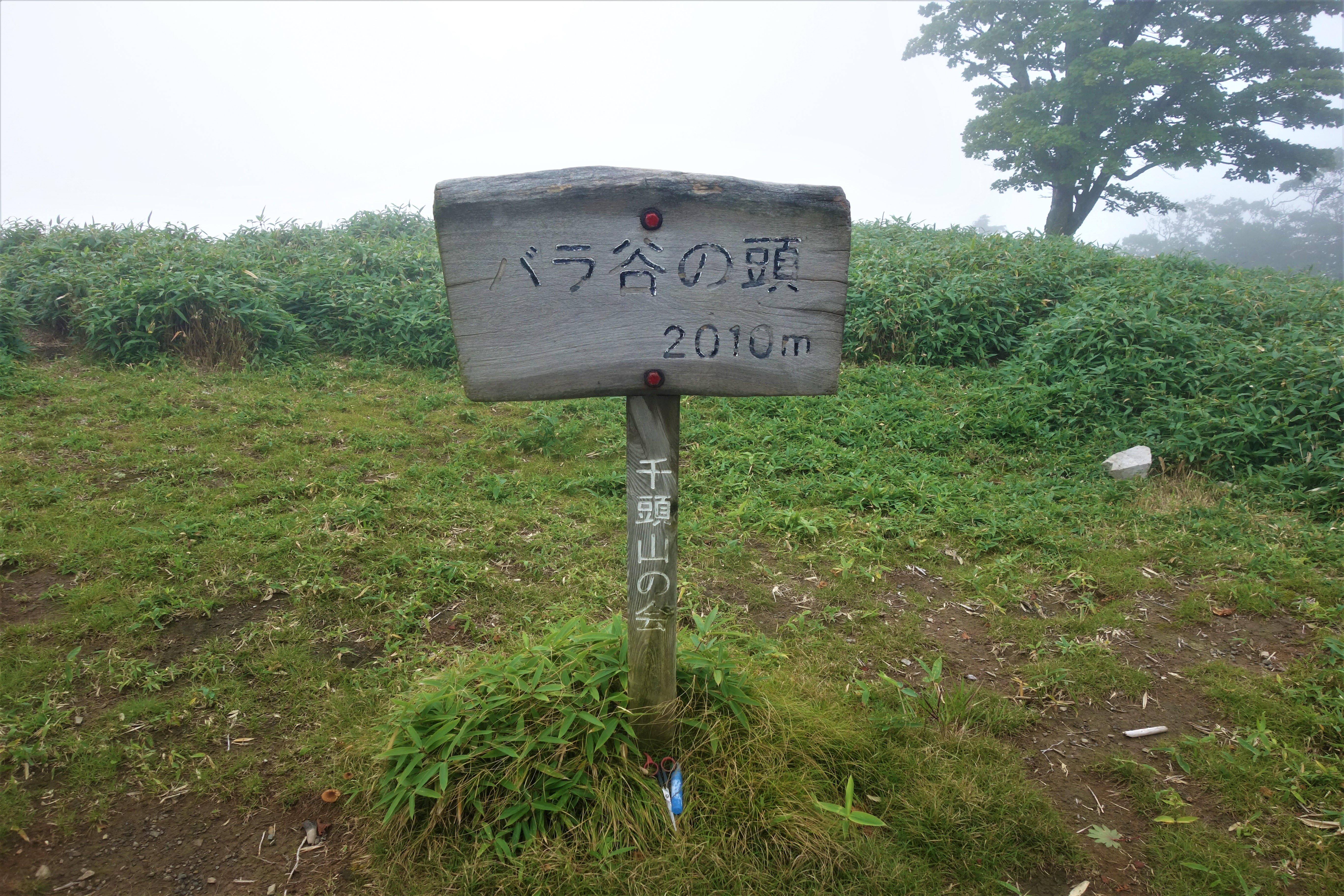
バラ谷の頭
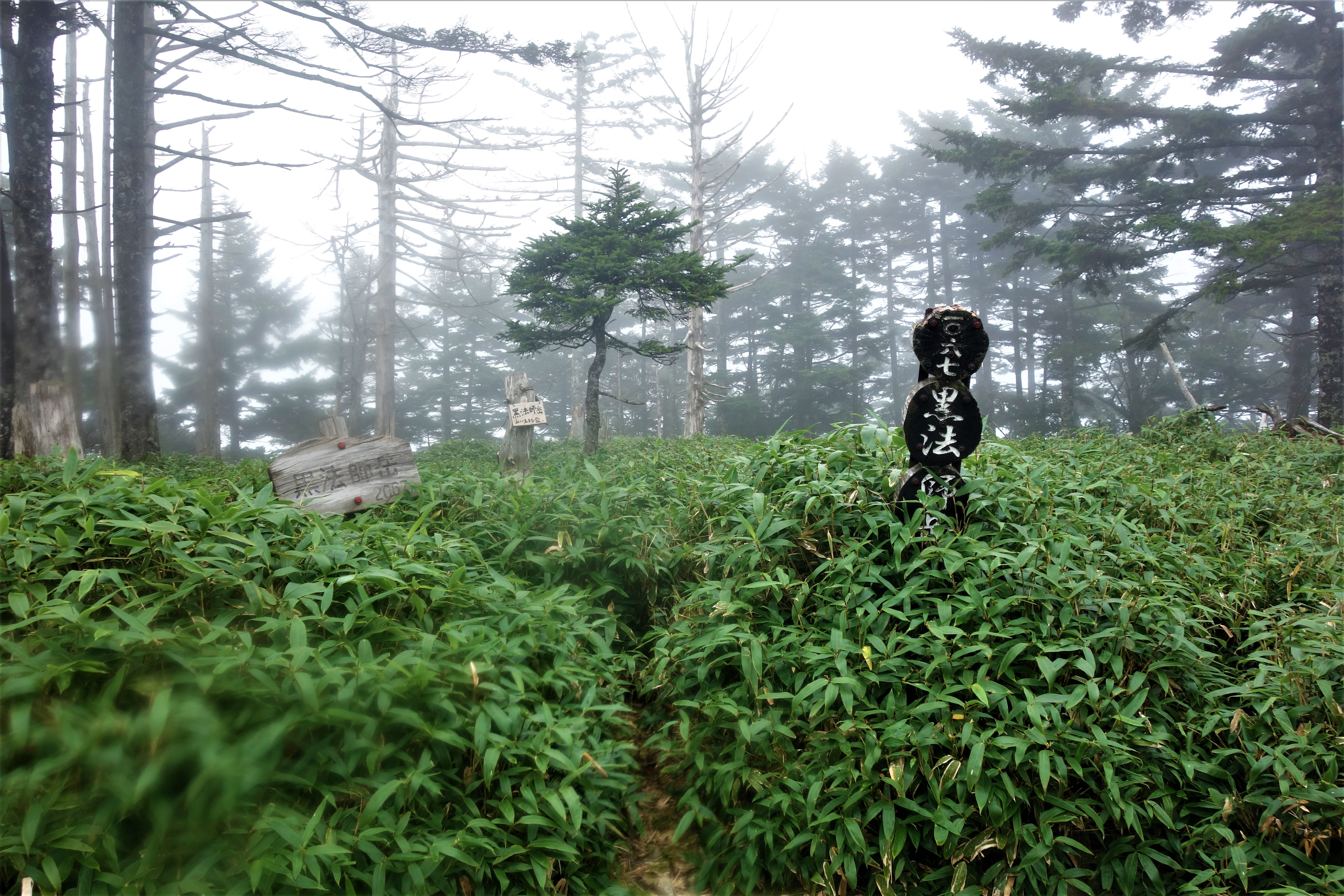
黒法師岳山頂
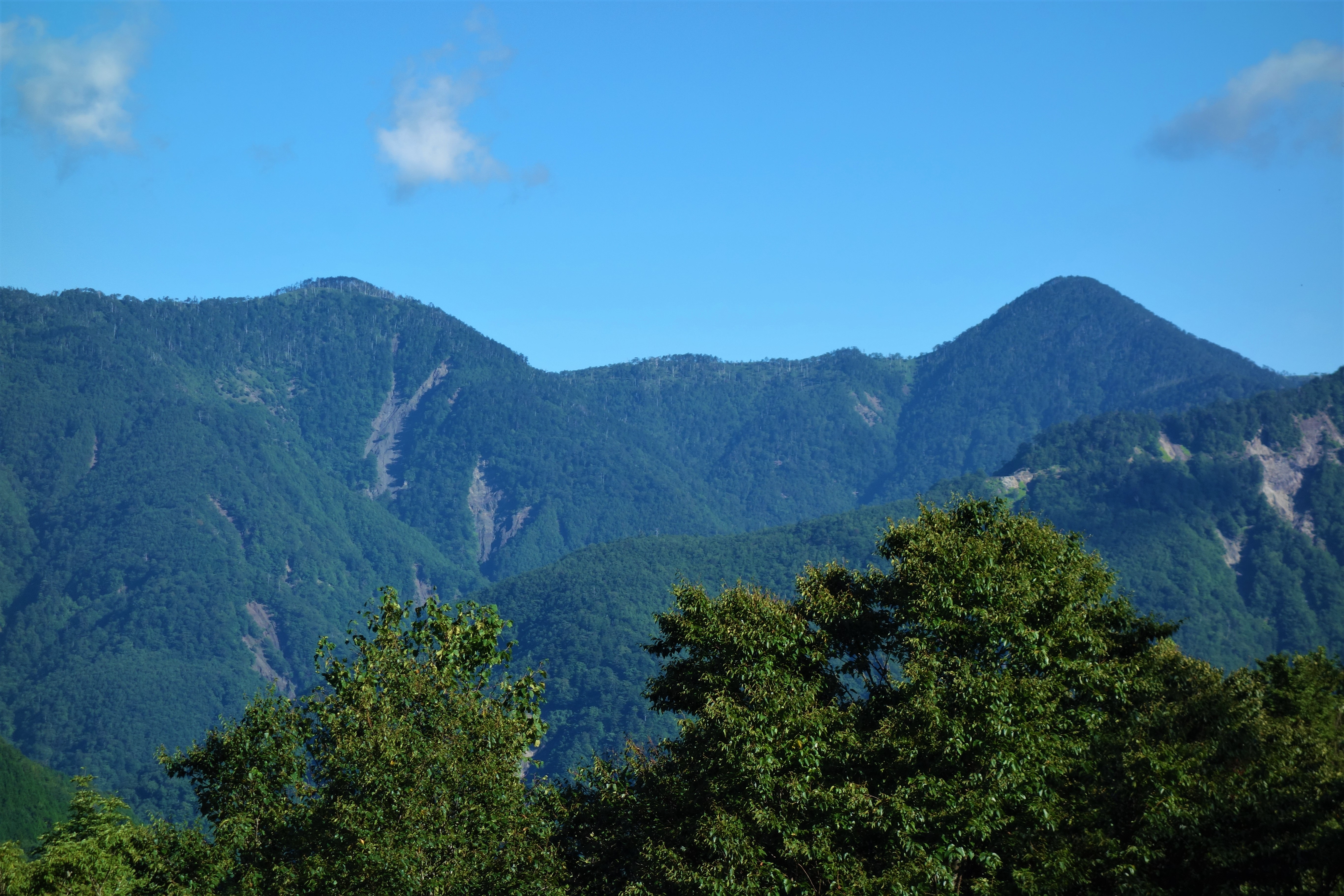
山犬段からのバラ谷の頭と黒法師岳

## 周辺の山
周辺には黒法師岳以外に、前黒法師岳（東側に約4km）や前黒法師山（西側に約4km）があって紛らわしいが、すべて別々の山である。
- 池口岳
- 中ノ尾根山
- 黒沢山
- 不動岳
- 丸盆岳
- 前黒法師山
- 前黒法師岳 - 隣接し、寸又三山の一つ。
- 沢口山 - 寸又三山の一つ。
- 朝日岳
- 大無間山
- 蕎麦粒山